# Moto Borgo
Moto Borgo is een historisch Italiaans merk van motorfietsen.
De bedrijfsnaam was: Fabbrica Italiana Velocipedi e Motocicli Borgo, later Moto Borgo, Torino.
Borgo was indertijd een bekende zuigerfabrikant. De eerste motorfiets (1906) van Carlo en Alberto Borgo had een 497cc-kop/zijklep-eencilindermotor. Later kwamen er ook modellen van 493, 693 en 827 cc. In 1915 bouwden ze een 990cc-V-twin en later verscheen hiervan ook een 746cc-uitvoering.
In 1920 werd Moto Borgo importeur voor Reading Standard in Italië. In 1921 construeerde Borgo een 477cc-V-twin kopklepmotor, waarvan de race-uitvoering vier kleppen per cilinder had. Een in 1925 verschenen blokmotor-versie was de laatste seriemotor die Moto Borgo maakte. De productie eindigde in 1926.